# Dumitru Pavlovici
Dumitru Pavlovici (ur. 26 kwietnia 1912 w Temesvárze, zm. 28 września 1993) – rumuński piłkarz, bramkarz. Uczestnik piłkarskich mistrzostw świata z roku 1938. Trzykrotny mistrz Rumunii w latach 1935, 1936, 1938 oraz dwukrotny zdobywca Pucharu Rumunii (1934, 1936).

## Kariera
Pavlovici zadebiutował w reprezentacji Rumunii 17 maja 1936 r. w zwycięskim meczu przeciwko reprezentacji Grecji (5:2). W roku 1938 został powołany do kadry rumuńskiej na Mundial '38, który odbywał się we Francji. Na tychże mistrzostwach rozegrał jedno spotkanie z reprezentacją Kuby. W reprezentacji narodowej rozegrał 15 spotkań.

## Tytuły mistrzowskie
- Mistrzostwa Rumunii (3x): 1934–35, 1935–36, 1937–38
- Puchar Rumunii (2x): 1933–34, 1935–36